# Cidaris
A Cidaris a tengerisünök (Echinoidea) osztályába és a Cidaridae családjába tartozó állatnem.

## Rendszerezés
Cidaris (Leske, 1778) - 5 faj
- Cidaris cidaris (Linnaeus, 1758) - Atlanti-óceán északi része
- Cidaris abyssicola (Agassiz, 1869) - Atlanti-óceán nyugati része
- Cidaris rugosa (Clark, 1907) - Atlanti-óceán és Indiai-óceán nyugati része
- Cidaris blakei (Agassiz, 1878) - Indiai-óceán nyugati része
- Cidaris nuda (Mortensen, 1903) - Zöld-foki Köztársaság partjai